# Салическа династия
Салическата династия (Salier, Salfranken), произлизащо от Салически франки, са франкски благороднически род в Свещената Римска империя от X до XII век.
Салиите са клон от могъщата фамилия Гвидони и Ламбертините (херцозите на херцозите на Сполето, Ломбардия, крал на Неустрия). Те са сватосани чрез майката на Конрад I Червения с Конрадините.
Чрез женитбата му с Лиутгард, дъщерята на Ото Велики, и чрез назначаването му за херцог на Лотарингия, Конрад I Червения става основател на династията. Той е прадядо на Конрад II, който става 1024 г. крал и 1027 г. император на Свещената Римска империя. Хайнрих V e до 1125 г. последният император от династията, който управлява Свещената Римска империя.
Конрад III от Щауфите е син на Агнеса от Вайблинген, дъщерята на Хайнрих IV (представител на Салическата династия).

## Салически императори
- Конрад II (1024 – 1039), император от 1027 г.
- Хайнрих III (1039 – 1056), император от 1046 г.
- Хайнрих IV (1056 – 1106), император от 1084 г.
- Хайнрих V (1106 – 1125), император от 1111 г.